# مارکون
مارکون (به ایتالیایی: Marcon) یک کومونه در ایتالیا است که در استان ونیز واقع شده‌است.

## خصوصیات
مارکون ۲۵٫۵۸ کیلومترمربع مساحت و ۱۴٬۸۰۶ نفر جمعیت دارد و ۴ متر بالاتر از سطح دریا واقع شده‌است.